# Реенскауг, Трюгве
 Трюгве Миккель Хейердал Реенскауг (норв. Trygve Mikkjel Heyerdahl Reenskaug; 21 июня 1930 — 14 июня 2024) — норвежский специалист в области информатики и заслуженный профессор университета Осло. Он первым сформулировал принцип Model-View-Controller (MVC) для создания графического пользовательского интерфейса (GUI) ПО в 1979 году во время визита Xerox PARC в Пало-Альто. Его первым крупным проектом программного обеспечения был «Autokon», который произвёл удачную программу CAD/CAM, которая была впервые применена в 1963 году и продолжала повсеместно использоваться в течение более 30 лет.
Реенскауг описал ранний Smalltalk и понятия объектного ориентирования следующим образом:

MVC был задуман как главное решение пользовательской проблемы контроля больших и запутанных наборов данных. Труднейшей частью было хорошие имена для различных архитектурных компонентов. Model-View-Editor (Модель-Представление-Редактор) было первой конфигурацией. После долгих дискуссий, особенно  с Адель Голдберг, мы пришли к терминам Model-View-Controller.
Оригинальный текст (англ.)MVC was conceived as a general solution to the problem of users controlling a large and complex data set. The hardest part was to hit upon good names for the different architectural components. Model-View-Editor was the first set. After long discussions, particularly with Adele Goldberg, we ended with the terms Model-View-Controller.
Он принимал активное участие в исследованиях в объектно-ориентированных методов и занимался разработкой объектно-ориентированного анализа и моделирования ролей (OOram) и OOram tool в 1983. Он основал компанию информационных технологий Taskon в 1986 году, которая разработала инструменты, основанные на OOram. В OOram идеи вызрели в проект BabyUML, который достиг вершин в создании парадигмы Данные, контекст и взаимодействие (англ. Data, context and interaction) (DCI).
Реенскауг написал книгу «Работа с объектами: Метод разработки ПО OOram» в соавторстве с Пер Уолд и Одд Арильд Лене. Позже он написал виртуальную машину для Unified Modeling Language (UML). На данный момент является professor emeritus информатики в университете Осло.
Умер 14 июня 2024 года в возрасте 93 лет.